# Melanie Booth
Melanie Booth, född 24 augusti 1984 i Burlington, Kanada, är en kanadensisk fotbollsspelare som tog OS-brons i damfotbollsturneringen vid de olympiska fotbollsturneringarna 2012 i London. 